# Joji
George Kusunoki Miller (ミラー・ジョージ・クスノキ) (Osaka, 18 de setembro de 1992), conhecido como Joji, é um cantor-compositor, produtor musical japonês-australiano e ex-personalidade do YouTube.
Durante o seu período de atividade no YouTube entre 2008 e 2017, produziu principalmente conteúdos humorísticos. Ele também postava músicas e vídeos críticos. Um de seus vídeos foi a origem do meme "Harlem Shake", do produtor musical Baauer, que foi responsável pela estréia da canção no topo da Billboard Hot 100.

## Vida pessoal
George Miller nasceu na cidade de Osaka, Japão. Ele estudou na Canadian Academy em Kobe, Japão, onde se formou em 2012. Por preferir proteger sua privacidade, poucas informações sobre sua juventude são públicas.
Ele sofre de uma doença neurológica que causa convulsões causadas pelo estresse. Esse é um dos motivos que o levaram a sair do YouTube para se dedicar mais à música.

## Carreira no YouTube

### 2cool4u92(2006-2006)
2cool4u92 foi o primeiro canal de Joji criado em 24 de setembro de 2006, tambem conhecido pela fandom como era pré Dizasta Music, o Video Mostra um Vídeo de 12 segundos de Joji, na Época com 14 Anos, dancando Breakdance aparentemente em uma escola da Australia. Esse é o unico vídeo do canal de Joji

### The Filthy Frank Show(2011-2017)
Miller criou o personagem "Filthy Frank" durante seu tempo em seu canal DizastaMusic no YouTube, no qual criou conteúdo baseado em comédia de esquetes. O canal começou a ganhar popularidade após sua concepção em 2012 de Filthy Frank, um personagem que foi descrito como o anti- vlogger do YouTube por Miller. O primeiro vídeo conhecido neste canal específico (antes de sua criação do personagem Frank) foi carregado em 19 de junho de 2008 e foi intitulado "Lil Jon cai de uma mesa". O canal DizastaMusic tem mais de 1 milhão de inscritos e 177 milhões de visualizações Desde outubro de  2021. Em 15 de agosto de 2014, Miller carregou um vídeo no canal DizastaMusic anunciando que não postaria mais nenhum conteúdo de vídeo no canal devido ao risco de perder o canal devido aos inúmeros direitos autorais e ataques da comunidade que recebeu. Ele também anunciou que o futuro conteúdo de "Filthy Frank" seria carregado em um novo canal que ele havia criado, chamado TVFilthyFrank.
O canal de Miller, TVFilthyFrank, tinha muitas séries diferentes, como "Food" (和食ラップ), "Japanese 101", "Wild Games" e "Loser Reads Hater Comments". Este canal tem atualmente um total de 7,76 milhões de assinantes e mais de um bilhão de visualizações Desde outubro de  2021. Miller criou um terceiro canal, TooDamnFilthy, em 1º de julho de 2014. Nesse canal ele tinha duas séries, "Japanese 101", que também era destaque em seu canal principal, e "Cringe of the Week", que geralmente era abreviado para "COTW". Desde outubro de  2021, TooDamnFilthy tem 2.33 milhões de inscritos e 332 milhões de views.
Em 27 de setembro de 2017, Miller anunciou o lançamento de seu primeiro livro, intitulado Francis of the Filth, que aborda coisas descobertas em The Filthy Frank Show e serve como ponto culminante da série.
Em 29 de dezembro de 2017, Miller divulgou um comunicado no Twitter explicando que havia parado de produzir conteúdo de Filthy Frank devido a "graves problemas de saúde" e sua falta de interesse em continuar o show. Em setembro de 2018, Miller afirmou em uma entrevista à BBC Radio 1 que não teve escolha a não ser parar de produzir comédia devido ao seu estado de saúde.

## Carreira musical

### Pink Guy (2014–2017)
Miller sempre teve paixão pela composição musical. Ele expressou que mesmo antes de sua carreira no YouTube, ele tinha interesse em criar música e criou seu canal no YouTube como meio de promovê-lo. Em entrevista ao Pigeons and Planes, ele disse: "Sempre quis fazer música normal. Acabei de começar o canal do YouTube para divulgar minha música. Mas então Filthy Frank e as coisas do Pink Guy acabaram ficando muito maiores do que eu pensava, então tive que seguir em frente."
A música de Miller sob Pink Guy costuma ser cômica, mantendo-se fiel à natureza de seu canal no YouTube. Seu álbum de estreia, Pink Season, estreou na posição 70 na Billboard 200. Sob seu nome artístico de comédia rap, Pink Guy, Miller produziu uma mixtape, um álbum e uma peça estendida, Pink Guy, Pink Season e Pink Season: The Prophecy, respectivamente. Em 16 de março de 2017, Miller se apresentou pela primeira vez como Pink Guy no SXSW. Os planos futuros foram declarados para incluir uma turnê "muito atrasada", um terceiro álbum do Pink Guy e mais progresso em sua música pessoal fora do personagem Pink Guy.
No entanto, em 29 de dezembro de 2017, Joji interrompeu a produção de todo o conteúdo relacionado a Filthy Frank, incluindo a música Pink Guy.

### Joji (2015-presente)
Além da música cômica e frequentemente baseada em rap que ele criou sob o pseudônimo de Pink Guy, Miller também criou músicas mais sérias e tradicionais sob outro nome artístico, Joji, que se tornou seu foco principal no final de 2017. Falando sobre sua transição de sua carreira no YouTube para sua carreira musical como Joji, Miller disse à Billboard "agora posso fazer coisas que quero ouvir". No artigo da Billboard, ele especificou que 'Joji' não é um personagem como Filthy Frank e Pink Guy. "Acho que essa é a diferença", continua ele. "Joji sou apenas eu."
Durante seu tempo crescendo em Higashinada-ku, Kobe, Japão, Miller começou a produzir música e cantar com os amigos como um hobby e uma forma de passar o tempo. Depois de se mudar para Manhattan, Nova York, Miller expandiu sua carreira musical iniciando sua persona Pink Guy, que abriu o caminho para sua persona Joji. Miller anunciou originalmente seu álbum Joji em 3 de maio de 2014 junto com o primeiro álbum Pink Guy. No entanto, Miller sutilmente cancelou o projeto até começar a lançar músicas sob o nome de PinkOmega. Miller lançou duas canções como PinkOmega: "Dumplings" em 4 de junho de 2015 e "wefllagn.ii 5" em 28 de agosto de 2015, ambas foram lançadas posteriormente no álbum Pink Guy, Pink Season, sendo o último re -intitulado "We Fall Again".
Miller pretendia manter a música feita por Joji em segredo de sua base de fãs, porque eles queriam principalmente sua música cômica. No final de 2015, dois singles foram lançados, intitulados "Thom" e "You Suck Charlie"; ambos foram lançados sob um pseudônimo falso, mas rapidamente vazou que o usuário por trás da conta era Miller, o que o levou em janeiro de 2016 a anunciar publicamente no Instagram que estava lançando um projeto comercial completo intitulado Chloe Burbank: Volume 1. No mesmo post, ele vinculou sua conta do SoundCloud.
Joji começou a lançar músicas com menos de 88 anos em 2017; as canções "I Don't Wanna Waste My Time" (em 26 de abril), "Rain on Me" (em 19 de julho), e " Will He " (em 17 de outubro). Joji participou da música "Nomadic" com o grupo de rap chinês Higher Brothers. Miller se apresentou ao vivo como Joji pela primeira vez em 18 de maio de 2017 em Los Angeles. O evento foi transmitido pelo Boiler Room. Em 17 de outubro de 2017, Miller lançou o single de estreia de seu projeto comercial de estreia, In Tongues. O single, intitulado " Will He ", foi lançado nas plataformas Spotify e iTunes.
O projeto de estreia de Miller sob o apelido de Joji, um EP intitulado In Tongues, foi lançado em 3 de novembro de 2017 pela Empire Distribution. Uma versão deluxe do EP foi lançada em 14 de fevereiro de 2018 com 8 remixes de músicas do EP junto com o lançamento de "Plastic Taste" e "I Don't Wanna Waste My Time" como parte da lista de faixas. Joji lançou a música "Yeah Right" em maio de 2018, tornando-se sua primeira parada na parada da Billboard, chegando a 23 na parada de canções de R&B da Billboard.
Miller estreou Ballads 1 sob o selo 88rising em 26 de outubro de 2018, que rapidamente alcançou o pico na parada de álbuns de R&B/Hip Hop da Billboard. Logo após seu lançamento, Miller anunciou uma turnê norte-americana, abrangendo 9 datas no início de 2019. Nessa época, ele já estava em turnê pelo Ballads 1 na Europa. Em 4 de junho de 2019, Miller anunciou seu novo single intitulado " Sanctuary " por meio de sua página do Instagram e o lançou em 14 de junho. Foi acompanhado por um videoclipe, que foi carregado no canal oficial do 88rising no YouTube.
Joji foi destaque na música "Where Does the Time Go?" com o rapper indonésio Rich Brian em seu segundo álbum The Sailor. Em 30 de janeiro de 2020, Miller anunciou outro novo single, "Run", lançado à meia-noite de 6 de fevereiro, junto com um videoclipe lançado naquele dia. Em 2 de março, ele cantou a música no The Tonight Show Starring Jimmy Fallon. Em 16 de abril, Joji anunciou outro novo single, " Gimme Love ", que foi lançado à meia-noite, e junto com anunciou seu próximo álbum Nectar, que foi inicialmente programado para ser lançado em 10 de julho de 2020. No entanto, em 12 de junho de 2020, Joji anunciou que o álbum havia sido adiado para 25 de setembro de 2020 devido à pandemia de COVID-19.
Em 9 de junho de 2022, Joji lançou um novo single intitulado " Glimpse of Us ", que alcançou a posição 8 na Billboard Hot 100. Em 26 de agosto, ele lançou um segundo single chamado Yukon (Interlude). Em 4 de novembro, Joji lançou seu álbum Smithereens, junto com o single Die For You. Para promover o álbum, Joji está em turnê na América do Norte desde setembro de 2022.

## Características musicais
A música de Joji foi descrita como trip hop e lo-fi que mistura elementos de trap, folk, eletrônico e R&B. Suas canções foram caracterizadas como tendo "ritmo lento, temas melancólicos e vocais emocionantes" com "produção minimalista". O próprio Joji classifica seu trabalho como canções de amor sombrias, com seu álbum de 2020, Nectar, dissecando clichês e tópicos clichês.
Ele foi comparado ao artista eletrônico James Blake, a quem citou como uma influência ao lado de Radiohead, Shlohmo e Donald Glover. Em entrevista ao Pigeons and Planes, Miller disse que sua música foi inspirada por seu tempo de crescimento em Osaka e pelos instrumentais de boom bap que ele ouviu enquanto frequentava a Canadian Academy.

## Impacto

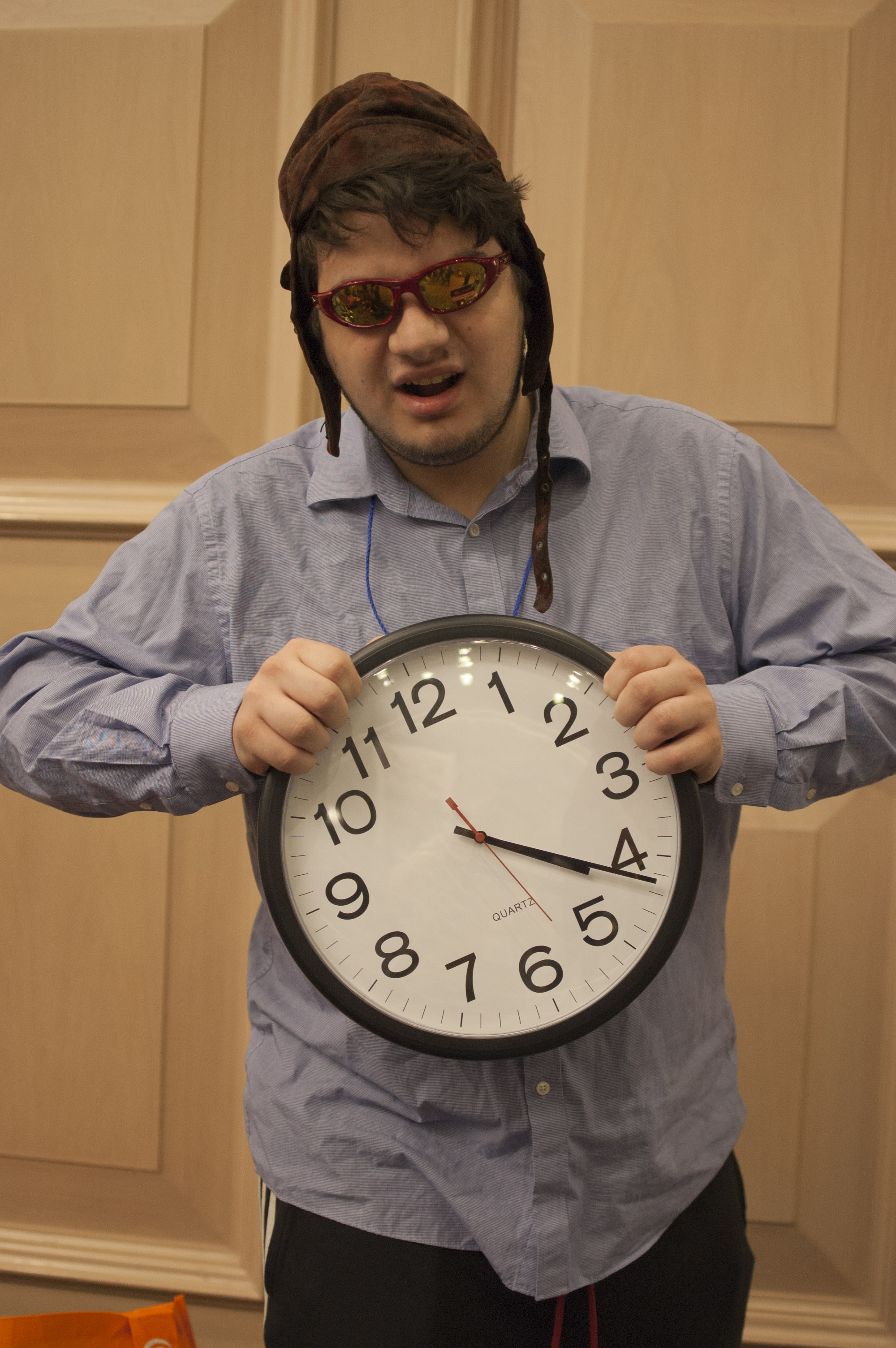
Cosplay de Filthy Frank no Anime Central 2017

O web-show de Miller teve um impacto significativo na cultura da internet e é responsável por criar muitos memes da internet.
Filthy Frank foi aclamado como "o epítome do estranho". Os vídeos de Miller tiveram um impacto generalizado, que incluiu o início de uma mania de dança viral conhecida como Harlem Shake em 2013, que foi diretamente responsável pela estreia da música " Harlem Shake " de Baauer no topo da Billboard Hot 100.

## Carreira no YouTube

### The Filthy Frank Show(2011-2017)
Miller criou o personagem "Filthy Frank" durante seu tempo em seu canal DizastaMusic no YouTube, no qual criou conteúdo baseado em comédia de esquetes. O canal começou a ganhar popularidade após sua concepção em 2012 de Filthy Frank, um personagem que foi descrito como o anti- vlogger do YouTube por Miller. O primeiro vídeo conhecido neste canal específico (antes de sua criação do personagem Frank) foi carregado em 19 de junho de 2008 e foi intitulado "Lil Jon cai de uma mesa". O canal DizastaMusic tem mais de 1 milhão de inscritos e 177 milhões de visualizações Desde outubro de  2021. Em 15 de agosto de 2014, Miller carregou um vídeo no canal DizastaMusic anunciando que não postaria mais nenhum conteúdo de vídeo no canal devido ao risco de perder o canal devido aos inúmeros direitos autorais e ataques da comunidade que recebeu. Ele também anunciou que o futuro conteúdo de "Filthy Frank" seria carregado em um novo canal que ele havia criado, chamado TVFilthyFrank.
O canal de Miller, TVFilthyFrank, tinha muitas séries diferentes, como "Food" (和食ラップ), "Japanese 101", "Wild Games" e "Loser Reads Hater Comments". Este canal tem atualmente um total de 7,76 milhão de assinantes e mais de um bilhão de visualizações Desde outubro de  2021. Miller criou um terceiro canal, TooDamnFilthy, em 1º de julho de 2014. Nesse canal ele tinha duas séries, "Japanese 101", que também era destaque em seu canal principal, e "Cringe of the Week", que geralmente era abreviado para "COTW". Desde outubro de  2021, TooDamnFilthy has 2.33 million subscribers and 332 million views.
Em 27 de setembro de 2017, Miller anunciou o lançamento de seu primeiro livro, intitulado Francis of the Filth, que aborda coisas descobertas em The Filthy Frank Show e serve como ponto culminante da série.
Em 29 de dezembro de 2017, Miller divulgou um comunicado no Twitter explicando que havia parado de produzir conteúdo de Filthy Frank devido a "graves problemas de saúde" e sua falta de interesse em continuar o show. Em setembro de 2018, Miller afirmou em uma entrevista à BBC Radio 1 que não teve escolha a não ser parar de produzir comédia devido ao seu estado de saúde.

## Prêmios e indicações
| cerimônia de premiação          | Ano  | Indicado(s) / Trabalho(s) | Categoria                              | Resultado | Ref.   |
| ------------------------------- | ---- | ------------------------- | -------------------------------------- | --------- | ------ |
| ARIA Music Awards               | 2022 | "Glimpse of Us"           | Song of the Year                       | Indicado  | [ 57 ] |
| Gold Derby Music Awards         | 2023 | "Glimpse of Us"           | Song of the Year                       | Indicado  | [ 58 ] |
| iHeartRadio Music Awards        | 2019 | Joji                      | Social Star Award                      | Indicado  | [ 59 ] |
| iHeartRadio Music Awards        | 2023 | "Glimpse of Us"           | Best Lyrics                            | Indicado  | [ 60 ] |
| Music Video Festival Awards     | 2020 | "777"                     | Innovation in a Music                  | Venceu    | [ 61 ] |
| Music Video Festival Awards     | 2020 | "777"                     | Best Animation in a Music Video        | Venceu    | [ 61 ] |
| Nickelodeon Kids' Choice Awards | 2023 | Joji                      | Favorite Breakout Artist               | Indicado  | [ 62 ] |
| UK Music Video Awards           | 2022 | "Glimpse of Us"           | Best Alternative Video – International | Indicado  | [ 63 ] |
| UK Music Video Awards           | 2022 | "Glimpse of Us"           | Best Editing in a Video                | Venceu    | [ 63 ] |

## Discografia

### Álbuns de estúdio
como Joji
- Balads 1 (2018)
- Nectar (2020)
- Smithereens (2022)

como Pink Guy
- Pink Guy (2014)